# Jimmy Webb (football américain)
Pour les articles homonymes, voir Webb et Jimmy Webb (homonymie).
(en) Statistiques sur pro-football-reference
James Rogers Webb (né le 13 avril 1952 à Jackson) est un joueur américain de football américain.

## Carrière

### Université
Webb étudie à l'université d'État du Mississippi, jouant avec les Bulldogs dans l'équipe de football américain.

### Professionnel
Jimmy Webb est sélectionné au premier tour du draft de la NFL de 1975 par les 49ers de San Francisco au dixième choix. Il apparaît surtout en fin de match lors de sa première saison, ne jouant qu'un match comme titulaire avant de devenir titulaire pendant quatorze matchs durant la saison 1976. Il retombe néanmoins, sur le banc en 1977 avant de retrouver sa place de titulaire en 1978, commençant l'ensemble des matchs de la saison. En 1979, il reste titulaire commençant douze matchs sur les seize.
Il quitte San Francisco après la saison 1980 et signe avec les Chargers de San Diego en 1981, jouant l'ensemble des matchs mais ne jouant qu'un seul match comme titulaire. Après cette saison, il disparaît du monde du football professionnel.